# Fast Library for Number Theory
The Fast Library for Number Theory (FLINT) は数論の計算を行うために高度に最適化されたC言語のライブラリである。現在 FLINT は多項式の計算や二次ふるい法 (en) などを実装している。FLINT は GNU MP を利用するように作られており、GPL にしたがった利用、再配布などが行えるようになっている。開発はウォーリック大学のウィリアム・ハート (en) およびハーバード大学のデイビッド・ハーベイ (en) によって行われており、PARI/GP や NTL に迫る演算速度を目指している。